# Tintoria
La tintoria può essere intesa come:

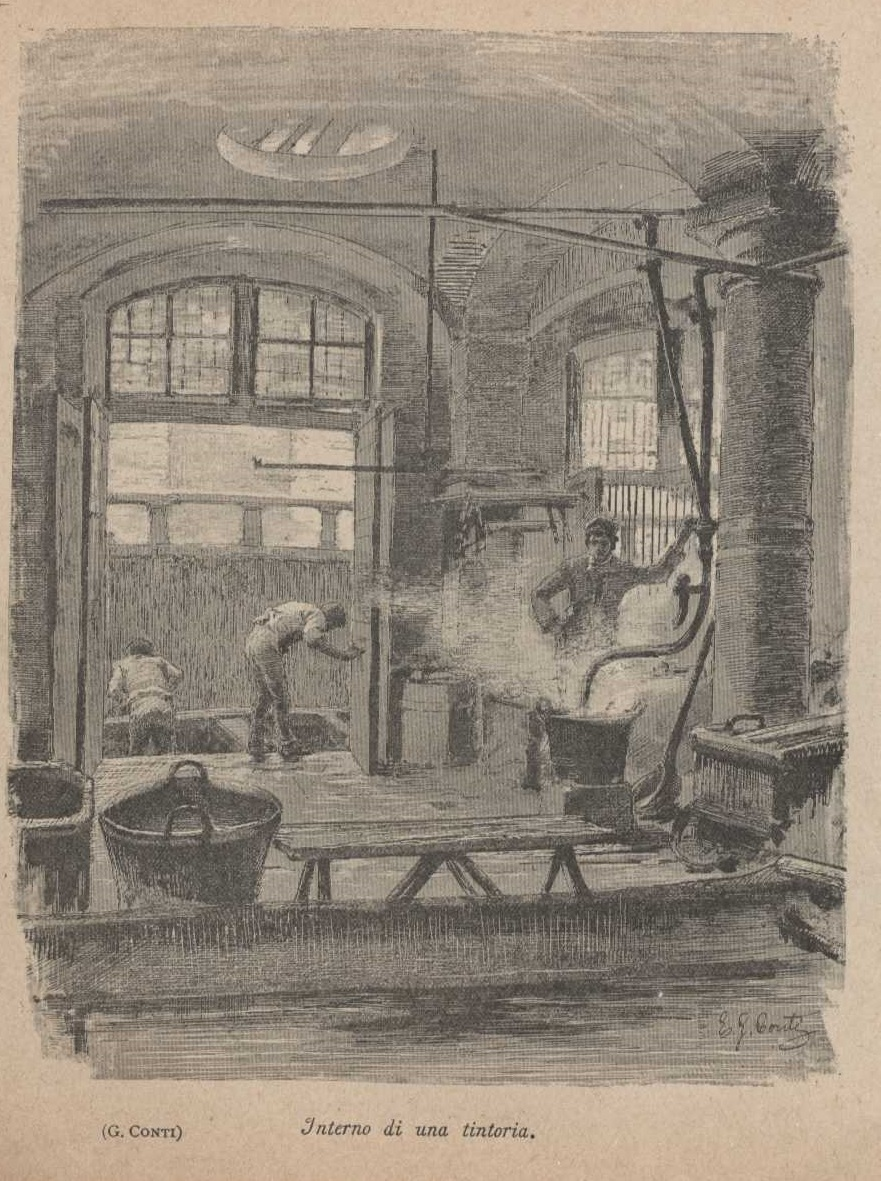
Interno di una tintoria milanese nel XIX secolo

- un laboratorio dove si esegue la smacchiatura e la pulitura ed eventualmente di ritintura dei capi di vestiario;
- il reparto di una industria del settore abbigliamento o tessile in cui si effettua la tintura e la stampa dei tessuti.